# Chicle
Chicle (do náuatle tzictli) designa o látex ou seiva da árvore Sapota zapotilla, originária da América Central e América do Sul, conhecida no Brasil como sapoti, com o qual se fazia originariamente a goma de mascar (chiclete).
O sapotizeiro também produz uma fruta comestível do tamanho de uma ameixa, com uma polpa marrom translúcida.
O chicle é extraído dessa árvore do mesmo modo que o látex da borracha, ou seja, são feitos com um canivete, uma série de cortes em "V" no seu tronco, um acima do outro mas alinhados por um corte ao prumo (os cortes anteriores já cicatrizados são escarificados).
A árvore exsuda por estes cortes pequenas gotas de seiva que descem pelos cortes e se depositam em pequenos recipientes fixados no tronco, logo abaixo. O "chiclero" faz esta sangria em uma porção de árvores pela manhã, fixando nelas os recipientes, que à tarde coleta, reunindo a seiva bruta.
A seiva já densa pela oxidação é então filtrada e depois fervida para alcançar a densidade correta.
Atualmente há outras formas de se produzir artificialmente o chicle, a partir da seiva de outras árvores e até mesmo a partir de derivado de petróleo. Às respectivas massas, então, são adicionados corantes, fragrâncias e essências de sabor.
O hábito de mascar chicle remonta às culturas pré-colombiana dos astecas e maias e os colonos europeus logo o adquiriram em virtude do agradável sabor e aroma característicos e do alto grau de açúcar que a seiva contém.